# (10613) Kushinadahime
(10613) Kushinadahime (1997 RO3) – planetoida z pasa głównego asteroid okrążająca Słońce w ciągu 3 lat i 265 dni w średniej odległości 2,4 j.a. Została odkryta 4 września 1997 roku.